# Molophilus yabbie
Molophilus yabbie är en tvåvingeart som beskrevs av Günther Theischinger 1992. Molophilus yabbie ingår i släktet Molophilus och familjen småharkrankar. Inga underarter finns listade i Catalogue of Life.